# Binny e o Fantasma
Binny und der Geist (Binny e o Fantasma no Brasil) é uma série de televisão alemã, produzido pela UFA em nome de Disney Alemanha. O episódio piloto estreou no Disney Channel Alemanha em 23 de março de 2013 e a estreia oficial ocorreu em 26 de outubro de 2014. No Brasil terá a sua estreia em 2016. Em janeiro de 2015 o Disney Channel Alemanha renovou a série para uma segunda temporada.

## Sinopse
Binny Baumann após mudar-se para uma casa velha em Berlim, ele descobre que em seu quarto vive um fantasma chamado Melchior. Ele não se lembra de como se tornou um fantasma e por isso pede ajuda a Binny para reconstruir seu passado. Os dois juntos resolvem enigmas, revelam mistérios e investigam crimes cometidos.

## Elenco
- Binny Baumann (Merle Juschka) é corajosa, inteligente e curiosa. Ela adora resolver enigmas e decide ajudar Melchior.
- Melchior (Johannes Hallervorden) é um espírito encantador, egocêntrico, que nasceu em 1899 e não envelheceu desde então. Depois que ele descobre que Binny pode vê-lo, ele pede-lhe para ajudar a descobrir mais sobre seu passado.
- Wanda Baumann (Kathrin Wichmann) é a mãe de Binny. Ela é otimista e tenta passar essa energia positiva para sua família.
- Ronald Baumann (Steffen Groth) é o pai desajeitado e bem-humorado de Binny. Ele também é um fanático por futebol.
- Luca (Eliz Tabea Thrun) é o melhor amigo de Binny e tem uma queda por Mark. Odeia injustiça e não sabe o segredo de Binny
- Hubertus van Horas (Stefan Weinert) é um criminoso titular do banco. Está determinado a roubar o relógio do Melchior para dominar o mundo.
- Bodo (Stefan Becker) é o companheiro de Hubertus. Ele parece leal a Hubertus.

## Produção e transmissão
Em 2012 Disney Channel Alemanha tinha a intenção de produzir uma série de televisão com ficção. A ideia para a série veio a mente a Steffi Ackermann e o autor Vivien Hoppe. A 8 de novembro de 2012 anunciou que Binny und der Geist se tornaria uma série e no dia seguinte, começou a ser filmada o episódio piloto em Berlim. O episódio foi muito bem sucedido em sua transmissão em 23 de março de 2013, depois do sucesso os escritores resolveram escrever mais doze episódios para a primeira temporada. Além disso foi decidido que a série será transmitida no canal Disney de vários países.

## Episódios
| Temporada | Temporada | Episódios | Exibição original    | Exibição original  |  | Exibição no Brasil   | Exibição no Brasil |
| Temporada | Temporada | Episódios | Estreia de temporada | Final de temporada |  | Estreia de temporada | Final de temporada |
| --------- | --------- | --------- | -------------------- | ------------------ |  | -------------------- | ------------------ |
|           | 1         | 13        | 23 de março de 2013  | por anunciar       |  | 2017                 | por anunciar       |